# Manuel Mariel
Manuel Augusto Mariel (provincia de San Juan, Argentina; 17 de octubre de 1942-Buenos Aires, Argentina; 5 de octubre de 2019) fue un oficial aeronáutico militar argentino. Fue un piloto de combate que participó de la guerra de las Malvinas.

## Origen y vida personal
Manuel Augusto Mariel nació el 17 de octubre de 1942 en la provincia de San Juan, Argentina.

## Participación en la guerra de las Malvinas
Manuel Mariel siendo vicecomodoro e integrando el II Escuadrón del Grupo 5 de Caza participó de las operaciones durante la defensa de las islas Malvinas de 1982. Estaba libre de participar en las misiones de guerra por su cargo y rango. Obtuvo permiso para destacarse a la Base Aérea Militar Río Gallegos, donde operaba el II Escuadrón, donde insistió en participar en las misiones, lo cual logró.

### Guía de la Escuadrilla «Nene»
El 24 de mayo lideró la Escuadrilla «Nene» a bordo del A-4B Skyhawk C-214, compuesta por el teniente Mario Roca (C-237) y el primer teniente Héctor Hugo Sánchez (C-204).
Mariel y sus numerales despegaron a las 09:11 HOA desde Río Gallegos. Un minuto antes habían despegado los «Chispa», cuyo guía regresó por fallas por lo que sus dos numerales se unieron a la escuadrilla de Mariel. Estos dos fueron el alférez Marcelo Moroni (C-226) y el teniente Luis Cervera (C-215). Tras el reabastecimiento en vuelo con el KC-130H TC-70 «Madrid 2» partieron los cinco aviones al mando del vicecomodoro Mariel.
Los A-4B recalaron a la bahía Hospital a las 10:15, donde atacaron a barcos de desembarco con bombas MK-17. El avión de Mariel recibió el impacto de una esquirla en una bombera.
Todos aterrizaron en Río Gallegos a las 12:00.

## Carrera posterior
Tras la guerra Mariel fue edecán del presidente Raúl Alfonsín.
Alcanzó el grado de brigadier.

## Fallecimiento
El brigadier (R) Manuel Augusto Mariel murió el 5 de octubre de 2019 a los 76 años de edad.

## Condecoraciones
- Por ley 24.229 de 1993 se le otorgó la medalla “La Nación Argentina al Valor en Combate”.[7]

- Po su participación en el conflicto, ha sido acreedor a la medalla "El Honorable Congreso de la Nación a los Combatientes" (Ley 23.118)[8]